# Болс-Ейкерс (Нью-Мексико)
Болс-Ейкерс (англ. Boles Acres) — переписна місцевість (CDP) в США, в окрузі Отеро штату Нью-Мексико. Населення — 1788 осіб (2020).

## Географія
Болс-Ейкерс розташований за координатами 32°48′45″ пн. ш. 105°59′24″ зх. д. / 32.81250° пн. ш. 105.99000° зх. д. (32.812458, -105.990029).  За даними Бюро перепису населення США в 2010 році переписна місцевість мала площу 31,51 км², з яких 31,51 км² — суходіл та 0,00 км² — водойми.

## Демографія
Згідно з переписом 2010 року, у переписній місцевості мешкало 1638 осіб у 709 домогосподарствах у складі 515 родин. Густота населення становила 52 особи/км².  Було 835 помешкань (26/км²).
Расовий склад населення:
| - 86,4 % — білих - 1,5 % — азіатів - 1,0 % — чорних або афроамериканців - 0,7 % — корінних американців - 0,1 % — вихідців з тихоокеанських островів - 6,7 % — осіб інших рас |

До двох чи більше рас належало 3,6 %. Частка іспаномовних становила 19,4 % від усіх жителів.
За віковим діапазоном населення розподілялося таким чином: 17,2 % — особи молодші 18 років, 60,5 % — особи у віці 18—64 років, 22,3 % — особи у віці 65 років та старші. Медіана віку мешканця становила 50,9 року. На 100 осіб жіночої статі у переписній місцевості припадало 102,7 чоловіків;  на 100 жінок у віці від 18 років та старших — 101,3 чоловіків також старших 18 років.
Середній дохід на одне домашнє господарство  становив 57 731 долар США (медіана — 42 500), а середній дохід на одну сім'ю — 77 963 долари (медіана — 57 750). Медіана доходів становила 26 397 доларів для чоловіків та 33 683 долари для жінок. За межею бідності перебувало 13,0 % осіб, у тому числі 17,6 % дітей у віці до 18 років та 9,5 % осіб у віці 65 років та старших.
Цивільне працевлаштоване населення становило 926 осіб. Основні галузі зайнятості: освіта, охорона здоров'я та соціальна допомога — 21,1 %, роздрібна торгівля — 13,5 %, науковці, спеціалісти, менеджери — 12,6 %.